# Antidaphne hondurensis
Antidaphne hondurensis är en sandelträdsväxtart som beskrevs av J. Kuijt. Antidaphne hondurensis ingår i släktet Antidaphne och familjen sandelträdsväxter. Inga underarter finns listade i Catalogue of Life.